# Ральф, Дамани
Дамани́ Ра́льф (англ. Damani Ralph; род. 6 ноября 1980, Кингстон, Ямайка) — ямайский футболист. Выступал за клубы «Чикаго Файр» и «Рубин».

## Карьера
Ральф начал играть в футбол, будучи мальчиком, выступая за кингстонский клуб «Харбор Вью». Профессиональную карьеру начал в США, играя за команду колледжа города Меридиан, штат Миссисипи, забив 59 мячей в 45 играх. После двух лет в команде Меридиана Ральф играл за команду Университета Коннектикута, где он в течение двух лет забил 28 мячей.
С 2003 по 2005 год выступал за «Чикаго Файр». Он быстро завоевал место в основе и закончил сезон с 11 мячами в 25 играх. В свой второй сезон, выступая за «Чикаго Файр», он также забил 11 мячей. В составе «Чикаго Файр» победитель регулярного чемпионата MLS 2003, обладатель Открытого кубка США им. Ламара Ханта 2003. Признавался новичком года в MLS (2003).
Ральфом интересовались английские клубы «Сандерленд» и «Болтон». В 2004 году появились слухи о том, что Ральф перейдёт в испанский клуб «Малага», но руководство «Чикаго» отвергло трансферное предложение в $ 1 млн. В 2005 году Ральф за 2 млн долларов США перебрался в российский клуб «Рубин». Контракт был подписан на 3 года с зарплатой в 650 000 долларов США. Дамани стал вторым, после Роберта Скарлетта, представителем Ямайки в российском чемпионате. Он неплохо провёл первый сезон, хотя и забил всего 2 гола.
Затем Ральф получил повреждение левого колена и в феврале 2006 года был прооперирован в Германии. Из-за травмы его карьера в «Рубине» не заладилась, и за два следующих года он провёл за основной состав клуба всего 22 минуты. Контракт с «Рубином» был подписан до декабря 2007 года, однако Ральф покинул клуб летом 2007 года и улетел в США. Вследствие травмы, Дамани был вне профессионального футбола в последующие три года. В течение этого времени он завершил обучение на экономическом факультете Университета Коннектикута. В 2010 году он заново попробовал свои силы в высшей лиге США, проведя время на отборочных сборах с командой «Нью-Йорк Ред Буллз», но в команду отобран не был.

## Карьера в сборной
Ральф редко выступал за сборную Ямайки, во многом из-за конкуренции со стороны ряда натурализованных нападающих из Англии. Его последнее выступление за национальную сборную было в октябре 2005 года в товарищеском матче против сборной Австралии.